# Хренов, Константин Константинович
Константи́н Константи́нович Хре́нов (1894—1984) — специалист в области металлургии и сварки металлов, создатель технологии электродуговой сварки и подводной гипербарической сварки.

## Биография
Окончил электрохимическое отделение Петербургского электротехнического института (1918). В 1921—1925 преподавал на кафедре общей химии в ЛЭТИ.
В 1928—1947 годах преподавал в Московском электромеханическом институте инженеров железнодорожного транспорта и одновременно в 1933—1946 годах возглавлял кафедру сварки в Московском высшем техническом училище.
В 1945—1948 годах и после 1963 года работал в Институте электросварки АН УССР. В 1948‒1952 годах работал в Институте строительной механики АН УССР. С 1952 года работал в Институте электротехники АН УССР. С 1947 по 1958 год — профессор КПИ. Доктор технических наук (с 1940 года), академик АН УССР (с 1945 года), член президиума АН УССР (с 1953 года), член-корреспондент АН СССР (с 1953 года).
Впервые в мире создал и реализовал на практике процессы электродуговой сварки и резки под водой, которые нашли широкое применение при восстановлении мостов и ремонте судов. Им разработаны источники электропитания для дуговой и контактной сварки, керамические флюсы, электродные покрытия, способы холодной сварки давлением, газопрессовая сварка, плазменная резка. Внес вклад в разработку способа сварки чугуна, газопрессовой сварки, дефектоскопии сварных соединений, стабилизации горения дуги.
Один из организаторов подготовки советских инженеров-сварщиков.

## Награды и звания
- Сталинская премия второй степени (1946) — за научную разработку и внедрение методов электросварки и резки металла под водой, нашедших широкое применение при восстановлении железнодорожных мостов и ремонте военных кораблей
- заслуженный деятель науки и техники УССР (1970)
- премия Совета Министров СССР (1982)
- Государственная премия СССР (1986 — посмертно) — за разработку и внедрение в народное хозяйство технологии и оборудования холодной сварки металлов
- орден Ленина
- орден Октябрьской революции (1 марта 1974) — за заслуги в развитии науки и техники, подготовке научных кадров и в связи с восьмидесятилетием со дня рождения[3].

## Прочее
- Хренову было разрешено подписывать официальные бумаги «Хренов К. К., академик» вместо требуемого нормами советского документооборота «Академик Хренов К. К.», чтобы не создавать ненужный комический эффект.

## Основные труды
- Хренов К. К., Ярхо В. И. Технология дуговой электросварки. — М.—Л., 1940.
- Хренов К. К. Подводная электрическая сварка и резка металлов. — М., 1946.
- Хренов К. К. Электрическая сварочная дуга. — Киев — М., 1949.
- Хренов К. К., Назаров С. Т. Автоматическая дуговая электросварка. — М., 1949.
- Хренов К. К. Сварка, резка и пайка металлов. — Киев — М., 1952.
- Хренов К. К., Кушнарев Д. М. Керамические флюсы для автоматической дуговой сварки. — Киев, 1954.